# Lasioglossum kussariense
Lasioglossum kussariense är en biart som först beskrevs av Blüthgen 1925.  Lasioglossum kussariense ingår i släktet smalbin, och familjen vägbin. Inga underarter finns listade i Catalogue of Life.